# Croutelle
Croutelle és un municipi francès situat al departament de la Viena i a la regió de la Nova Aquitània. L'any 2007 tenia 785 habitants.

## Demografia

### Població
El 2007 la població de fet de Croutelle era de 785 persones. Hi havia 301 famílies de les quals 79 eren unipersonals (42 homes vivint sols i 37 dones vivint soles), 88 parelles sense fills, 111 parelles amb fills i 23 famílies monoparentals amb fills.
La població ha evolucionat segons el següent gràfic:
Habitants censats

### Habitatges
El 2007 hi havia 340 habitatges, 312 eren l'habitatge principal de la família, 2 eren segones residències i 26 estaven desocupats. 306 eren cases i 32 eren apartaments. Dels 312 habitatges principals, 236 estaven ocupats pels seus propietaris, 74 estaven llogats i ocupats pels llogaters i 1 estava cedit a títol gratuït; 1 tenia una cambra, 19 en tenien dues, 49 en tenien tres, 64 en tenien quatre i 180 en tenien cinc o més. 258 habitatges disposaven pel capbaix d'una plaça de pàrquing. A 124 habitatges hi havia un automòbil i a 173 n'hi havia dos o més.

### Piràmide de població
La piràmide de població per edats i sexe el 2009 era:
| Homes | Edats   | Dones |
| ----- | ------- | ----- |
| 0     | 95 o +  | 0     |
| 0     | 90 a 94 | 0     |
| 0     | 85 a 89 | 8     |
| 4     | 80 a 84 | 4     |
| 8     | 75 a 79 | 4     |
| 16    | 70 a 74 | 16    |
| 16    | 65 a 69 | 12    |
| 12    | 60 a 64 | 20    |
| 20    | 55 a 59 | 20    |
| 16    | 50 a 54 | 20    |
| 20    | 45 a 49 | 20    |
| 36    | 40 a 44 | 24    |
| 40    | 35 a 39 | 40    |
| 20    | 30 a 34 | 28    |
| 28    | 25 a 29 | 16    |
| 4     | 20 a 24 | 12    |
| 28    | 15 a 19 | 12    |
| 24    | 10 a 14 | 4     |
| 16    | 5 a 9   | 44    |
| 20    | 0 a 4   | 16    |

## Economia
El 2007 la població en edat de treballar era de 527 persones, 407 eren actives i 120 eren inactives. De les 407 persones actives 371 estaven ocupades (203 homes i 168 dones) i 36 estaven aturades (17 homes i 19 dones). De les 120 persones inactives 42 estaven jubilades, 50 estaven estudiant i 28 estaven classificades com a «altres inactius».

### Ingressos
El 2009 a Croutelle hi havia 316 unitats fiscals que integraven 766 persones, la mediana anual d'ingressos fiscals per persona era de 19.452 €.

### Activitats econòmiques
Dels 26 establiments que hi havia el 2007, 1 era d'una empresa alimentària, 4 d'empreses de construcció, 6 d'empreses de comerç i reparació d'automòbils, 1 d'una empresa de transport, 6 d'empreses d'hostatgeria i restauració, 1 d'una empresa d'informació i comunicació, 2 d'empreses financeres, 1 d'una empresa immobiliària, 3 d'empreses de serveis i 1 d'una empresa classificada com a «altres activitats de serveis».
Dels 11 establiments de servei als particulars que hi havia el 2009, 1 era un taller de reparació d'automòbils i de material agrícola, 1 paleta, 1 guixaire pintor, 1 fusteria, 1 empresa de construcció, 5 restaurants i 1 agència immobiliària.
Dels 2 establiments comercials que hi havia el 2009, 1 era una gran superfície de material de bricolatge i 1 una fleca.

## Poblacions més properes
El següent diagrama mostra les poblacions més properes.